# St. Gertraudt-Stiftung
Die St. Gertraudt-Stiftung betreibt ein Seniorenwohnheim im Norden Berlins. Gegründet im Jahr 1411 ist sie nach der 1244 in Spandau errichteten Stiftung Hospital zum Heiligen Geist und der 1272 gegründeten Stiftung Hospitäler zum Heiligen Geist und St. Georg die drittälteste, heute noch existierende Stiftung in Berlin.

## Das St. Gertrauden-Hospital am Spittelmarkt

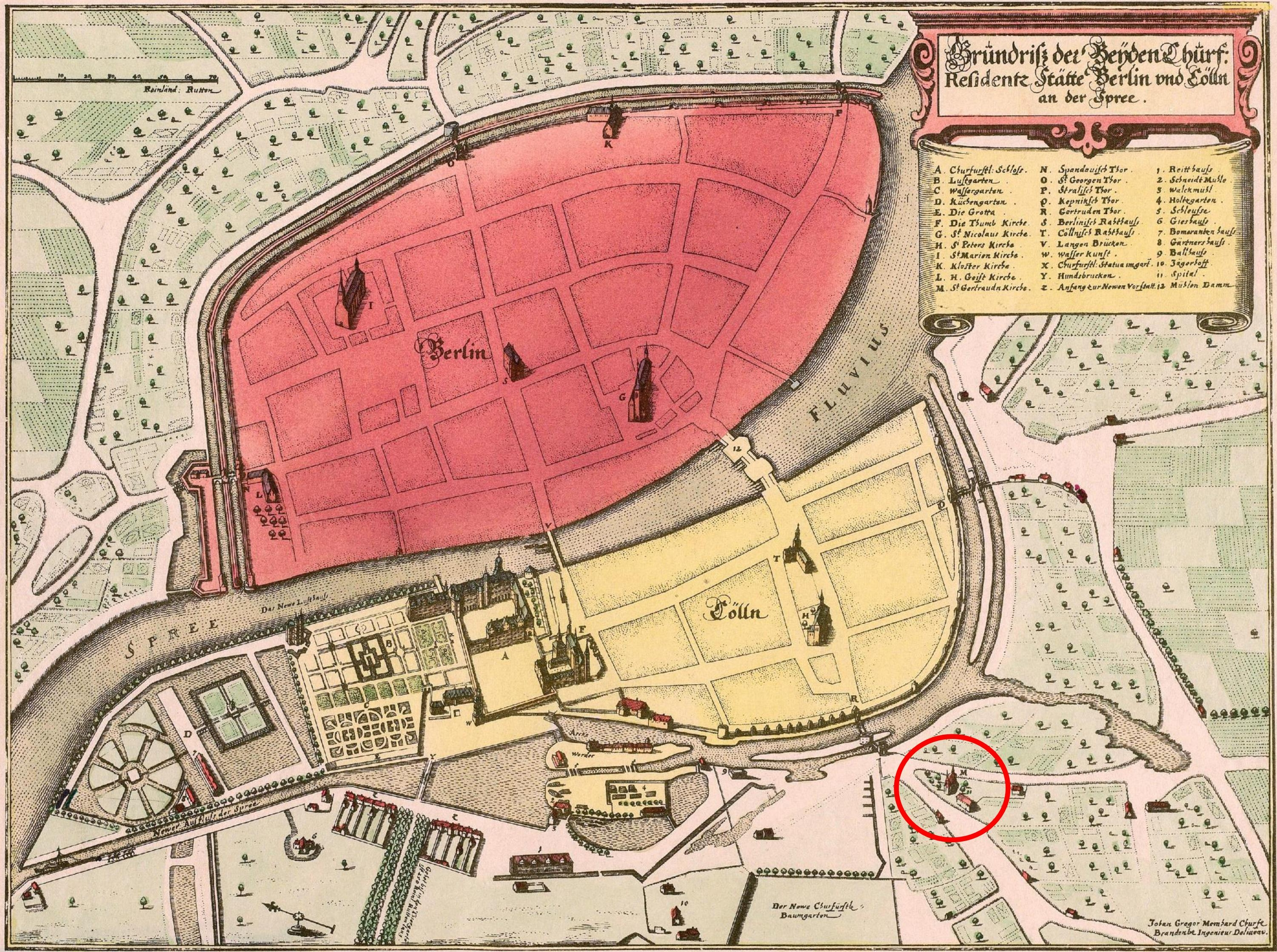
Lage des St. Gertraudt-Hospitals (roter Kreis, unten rechts) auf dem „Grundriss der beyden Churf. Residentz Stätte Berlin und Cölln an der Spree“ von Johann Georg Memhardt, 1652

Im Jahr 1405 wurde am später so benannten Spittelmarkt, in der damals außerhalb der Berliner Stadtmauer gelegenen Stadt Kölln, mit dem Bau eines Hospitals und einer dazugehörenden Kapelle begonnen, die bis 1411 fertiggestellt waren. Die Einweihung des Gebäudeensembles fand am Trinitatissonntag desselben Jahres durch den Bischof von Brandenburg statt. Namensgeberin war die Heilige Gertraudt, die im 7. Jahrhundert Äbtissin des Klosters in Nivelles war und als Beschützerin der Krankenhäuser, Reisenden, Witwen und Armen verehrt wird. Laut des Statuts des Hospitals vom 29. März 1833 war es Anfangs zur Unterbringung von „12 adligen Fräulein zum Unterhalt und Obdach bestimmt“. 1641 brannte das Hospital ab, wurde allerdings bis 1646 wieder aufgebaut. Im Jahr 1818 wurde das Hospital erweitert und stand spätestens dann auch bürgerlichen Kreisen offen. Nun fanden „31 Hospitaliten, männlichen und weiblichen Geschlechts eine Zufluchtstatt im Alter […] von denen 23 im Hospital selbst wohnen, 8 aber außerhalb desselben verpflegt werden“. Das Vermögen der Stiftung bestand zu diesem Zeitpunkt aus 25.000 Reichstaler, dem Gebäude des Hospitals sowie mehrerer Äcker und Wiesen.

## Das St. Gertraudt-Hospital in der Wartenburgstraße

Das Gebäude der St. Gertraudt-Stiftung um 1911 dem Jahr des 500-jährigen Jubiläums der Stiftung

Mit dem Ausbau Berlins in der Gründerzeit musste das Hospital dem Durchbruch der Beuthstraße weichen. Das St. Gertraudt-Hospital wich damals auf ein gut 120.000 m² großes Grundstück in der Kreuzberger Wartenburgstraße aus, das sie 1870 käuflich erworben hatte. Bis 1873 wurde auf dem Gelände ein Neubau nach den Plänen des Architekten Friedrich Koch errichtet und bis 1844 erweitert, sodass dort 144 Frauen aus bürgerlichen Kreisen unterkommen konnten. Mit dem Neubau wurde das St. Gertraudt-Hospitals zugleich, wie Koch schreibt, „auf Anordnung des Vorstandes aus Opportunitätsgründen“, in St. Gertraudt-Stiftung umbenannt und der neue Name über dem Mittelrisalit des Haupteinganges angebracht.
Das Gebäude in der Wartenburgstraße blieb während des Zweiten Weltkriegs weitgehend intakt. Am 26. Juni 1945 ordnete der Berliner Magistrat auf Veranlassung des sowjetischen Stadtkommandanten an, in 100 Zimmern und den dazugehörenden Wirtschaftsräumen des St. Gertraudt-Stifts ein Nebenkrankenhauses einzurichten. Die bei Kriegsende in dem Gebäude weiterhin untergebrachten Hospitaliten konnten vorerst in dem Gebäude wohnen bleiben, mussten sich fortan jedoch die kleinen, ursprünglich für eine Person vorgesehenen Zimmer teilen. Nach der Übernahme durch den amerikanischen Stadtkommandanten wurde im September des Jahres das gesamte Gebäude in ein Krankenhaus umgewidmet und die bisherigen Bewohner aufgefordert, das Gebäude zu räumen. Die noch verbliebenen ca. 130 älteren Frauen wurden vom Kreuzberger Sozialamt auf unterschiedliche Wohnungen innerhalb des Stadtgebietes verteilt. Sie waren in der Folgezeit teilweise in der Stiftung der Hospitäler zum Heiligen Geist und St. Georg untergebracht.
Anfang der 1950er Jahre mietete das Bezirksamt Kreuzberg das gesamte Grundstück mit dem Gebäude in der Wartenburgstraße rückwirkend zum 1. Juli 1945 für das Städtische Krankenhaus Kreuzberg. 1958 wurden Grundstück und Gebäude an das Land Berlin verkauft.

## Die St. Gertraudt-Stiftung in Spandau
Ab Mitte der 1960er Jahre bemühte sich die Stiftung um einen Neubau und erwarb zu diesem Zweck Grundstücke in verschiedenen Ortsteilen Berlins. Schlussendlich fiel die Entscheidung auf ein Grundstück am Stadtrand von Berlin-Spandau, das die Stiftung von der Evangelischen Kirchengemeinde St. Nikolai erwerben konnte. Zwischen Frühjahr 1969 und Sommer 1970 entstand dort ein von der Architektin Sigrid Kressmann-Zschach entworfener funktionaler Neubau mit 85 Appartements zu je 30 m² mit Flur, Küche, Bad und eigenem Balkon. Zwischen 1974 und 1975 wurde ein Erweiterungsbau mit 50 Appartements zu je 42 m² fertiggestellt. Seit 1969 werden die Verwaltungsgeschäfte der Stiftung nicht mehr durch den ehrenamtlichen Vorstand, sondern durch einen Geschäftsführer erledigt, der zugleich in der Geschäftsführung der Fürst Donnersmarck-Stiftung zu Berlin tätig ist.